# Образование в Африке
Образование и школы в Африке со временем сильно изменились. С тех пор как оно было впервые представлено в Африке, оно стало важной частью истории континента.

## История

### Образование в доколониальной Африке
Доколониальная Африка состояла в основном из племен, которые часто мигрировали в зависимости от времени года, наличия плодородной почвы и политических обстоятельств. Поэтому в доколониальной Африке власть была децентрализована ( многие люди обладали той или иной формой власти, поскольку такая власть не была сосредоточена в конкретном человеке или учреждении). Обычно право человека на Землю ( которое было в основном патриархальным) дает ему некоторую форму власти в общине человека и / или в его племени. Общины также были экономически независимы, так что члены общины сами производили себе пищу, жилище и безопасность. Таким образом, не было никакой необходимости в формально организованном образовании в доколониальной Африке, поскольку члены каждой общины изучали свои навыки, ценности, обязанности, социализацию и нормы своего племени/общины/племени, наблюдая и помогая старшим членам домохозяйства или членам общины.
Образование в доколониальной Африке было в форме ученичества (неформальное образование),  где дети и младшие члены каждой общины учились у старших членов сообщества, племени или общины. В большинстве случаев каждый член общины изучал более одного навыка в дополнение к изучению ценностей, социализации и норм сообщества / племени / общины. Некоторые из общих навыков, которыми должны были овладеть люди в доколониальной Африке, включали в себя: танцы, земледелие, виноделие, кулинария (в основном женщины), в некоторых случаях избранные люди учились лечить травами, вырезать табуреты, другую мебель.
Повествование также играло важную роль в образовании в доколониальной Африке. Родители, другие старшие члены семьи и гриоты использовали оральное повествование, чтобы рассказать детям об истории, нормах и ценностях их семьи / племени / сообщества. Дети обычно собирались вокруг рассказчика, который затем повествовал истории, как правило, использовал олицетворение, чтобы рассказывать истории, которые поощряют подчинение, послушание и такие ценности, как стойкость, честность, которые важны для сотрудничества в сообществе.
Фестивали и ритуалы в большинстве случаев также использовались как средства для обучения младших членов семьи / племени / общины истории их семьи, общины или племени. Ритуалы в основном использовались для обучения молодых людей обязанностям и ожиданиям взрослой жизни, таким как обучение женщин тому, как нужно  готовить и заботиться о домашнем хозяйстве, а также обучение мужчин, как охотиться, заниматься сельским хозяйством, делать маски и т. д. Примером ритуала, который использовался для обучения молодых девушек домоводству является Дипо. Дипо использовался для обучения молодых девушек, обычно подростков, кулинарии, материнству и другим необходимым женским навыкам и ценностям до их замужества.
Истоки африканского образования обнаружены в Египте (Северная Африка). Одним из первых удобных способов сохранения информации был папирус, который использовался для развития системы обучения и развития новых идей.  Фактически одной из первых форм высшего образования в Африке была Школа Святого Писания, построенная в Эфиопии и Аль-Азхар в Египте.  Эти университеты стали культурными и академическими центрами, потому что многие люди путешествовали  по всему миру в поисках знаний. Задолго до  контакта с другими культурами Африканцы выработали общие знания и разработали образовательные инструменты.

### Образование в колониальной Африке
Начало колониального периода в XIX веке положило начало концу традиционного африканского образования. Европейские силы, миссионеры и колонисты были готовы изменить существующие традиции, чтобы удовлетворить свои собственные потребности и амбиции. Колониальные державы, такие как Испания, Португалия, Бельгия и Франция, колонизировали континент, не вводя систему образования. Поскольку основной целью колонизации было получение выгод от коммерческой колониальной экономики, производство товарных культур, добыча сырья, другие физически трудоемкие задачи были приоритетными. Эти экономики не расширялись, чтобы требовать рабочие места с более высоким набором навыков или большего количества рабочей силы, поэтому интенсивный труд, требующий небольшого количества навыков, пользовался большим спросом. Из-за таких обстоятельств не было спроса на образование или обучение колонизированного населения. Более того, колониальные державы не желали предлагать образование тем, кого они колонизировали, если это не принесло бы им пользы. Либо колониальные державы не рассматривали инвестирование в африканское образование как практическое использование своих доходов, либо они воздерживались от обучения африканцев, чтобы избежать каких-либо восстаний. Лица, облеченные властью, особенно опасались широкого доступа к высшему образованию. Колониальные державы часто оказывались в дебатах о том, нужно ли обучать свое колонизированное население, и если да, то в какой степени. В частности, Британский комитет по образованию Тайного совета выступал за профессиональное образование и обучение, а не за академическое образование. Однако в рамках этого профессионального обучения игнорировались такие профессии, как инженерное дело, технология или аналогичные предметы. Вместо этого профессиональное обучение имело доминирующий расовый оттенок, который подчеркивал африканское обучение навыкам, соответствующим их предполагаемой социальной и умственной неадекватности. Примечательно, что бельгийцы при короле Леопольде запретили доступ к высшему образованию в своих колониях, в то время как другие колониальные державы поставили барьеры в инфраструктуре или доступе, такие как ограничение языка обучения языком колонизатора, ограничения учебных программ и обеспечение того, чтобы учебные программы не отражали афроэтничность. Требуя, чтобы общины создавали  школы со строгой учебной программой, иностранные державы могли диктовать, что изучать людям, корректируя это в соответствии со своими планами. Это не только привело к  появлению новой формы образования, но и отказу от знаний, полученных в основном в неформальном образовании. С меньшей осведомленностью сообщества, эффективностью в навыках обучения и особенно с пониманием прошлого, африканские сообщества начали сокращаться в образовании и процветании. Аспекты колониализма все еще преобладают в африканских странах, которые сегодня пытаются избежать последствий колонизации.
Между 1950 и 1990 годами африканские страны, наконец, получили независимость.  Пользуясь полученной свободой, они начали  восстанавливать свои традиционные формы образования.  В итоге получился гибрид из двух моделей. Благодаря сотрудничеству донорских агентств и западному спросу, толчок к развитию африканского образования и созданию человеческого капитала стал доминированием в глобальных обсуждениях. 1960-е годы были известны  в ООН как Первое Развитиое Десятилетие. Политики отдавали приоритет среднему и высшему образованию, прежде чем к 1980 году взяли курс на всеобщее начальное образование. Это создало прецедент для планирования образования. Хотя дети и взрослые могут учиться у своих семей и общины, у них также развилось чувство индивидуальности, которое сегодня движет изобретательностью и создает разделение между группами и культурными традициями. В африканских образовательных программах участвуют обе группы; программа повышения осведомленности о ВИЧ / СПИДе, например, может мотивировать людей  вовлекать участников в сообщества и делиться своими знаниями. Хотя это прямой познавательный подход, они также пытаются вовлечь всех членов сообщества, позволяя создать чувство собственности и культурное признание.

### Французская Колониальная Африка
Использование образования в качестве инструмента колонизации было широко распространено во Французской Колониальной Империи.  Юбер Лиоте, первый генеральный резидент Французского Марокко, выступал за содействие правлению и завоевание посредством сотрудничества с местными элитами. Чтобы облегчить отношения с этим «буржуазным» классом франкоязычных африканцев, по всей Французской Империи были созданы отдельные учебные заведения.
Преподавание французского языка в марокканских высших учебных заведениях, таких как Университет Феса, было направлено на «содействие экономическому развитию и политическому согласию, не ассимилируя и не ограничивая студентов или не подготавливая их к политической деятельности» . Эта система позволяла колониальным властям обучать класс коренных марокканцев, которые могли выполнять административные роли и функции. В своей книге «Французское колониальное образование и становление франкоязычной африканской буржуазии», программный руководитель программы исследований Африки в Вашингтонском университете и Университете Ли, Мохамед Камара пишет: «Для того общества, которое имел в виду колонизатор, он должен создать и взрастить элиту. Это будет способствовать долгому управлению и эксплуатации его обширных заморских территорий».
В классных комнатах ученикам давали заранее определенный учебный план. Основная цель такой практики заключалась в том, чтобы предоставить учащимся лишь ограниченный набор информации, оставляя очень мало места для вопросов или критического мышления. Лишь ограниченному числу семей было разрешено отправлять своих детей в школу, что соответствовало основной цели создания исключительного класса коренных марокканцев, которые служили бы своего рода связующим звеном между белыми колониальными властями и массами.

### Британская Колониальная Африка
Образование в Британской Колониальной Африке можно разделить на три основных этапа:
1. с конца 19 века до начала Первой мировой войны;
2. межвоенный период;
3. от завершения Второй мировой войны до обретения независимости.

С конца 19 века до Первой Мировой Войны британское колониальное образование в Африке в основном осуществлялось миссионерами в миссионерских школах. Хотя эти школы были основаны с религиозными намерениями, они сыграли значительную роль в ранней колониальной машине. Как и во Французской Колониальной Африке, британские колонисты искали англоговорящих аборигенов, которые могли бы служить «связующим звеном» между ними и коренным населением, однако это было сделано в большей степени из экономических стимулов, чем из политических . По мере роста спроса на англоязычных африканцев в миссионерских школах проводилась подготовка в форме преподавания Библии. Однако со временем британские промышленники начали жаловаться на нехватку квалифицированной рабочей силы, и поэтому британское правительство предоставило миссионерским школам гранты на профессиональное обучение африканцев различным профессиям, критически важным для британской промышленности.

Британское колониальное образование в Африке в межвоенный период можно охарактеризовать как стремление к единообразию, несмотря на то, что колониальные власти демонстрировали свою осведомлённость о заметных различиях между различными регионами Империи. Важным для этого также было всеобщее признание гражданства как основного права человека в соответствии с Пактом Лиги Наций. Колониям, как было указано в Лиге Наций, в конечном итоге должна была быть предоставлена независимость, а европейским державам было поручено выполнять функции распорядителей «цивилизации» для своих колоний. Колонии должны были получить независимость только после того, как они смогли продемонстрировать свою способность к самоуправлению. В книге бывшего генерал-губернатора Нигерии (1914-1919) лорда Лугарда 1922 года «Двойной мандат в Британской тропической Африке» говорится:
«... не заходят в тропики по терпению, и не используют свои технические навыки, свою энергию и свой капитал в качестве« нарушителей »или« жадных капиталистов », но для выполнения мандата цивилизации» .

В соответствии с этим в 1923 году британское правительство учредило Консультативный комитет по образованию в Британской Тропической Африке (с удалением слова «тропический» для расширения его юрисдикции). С его учреждением впервые колониальные власти начали единообразно управлять своими образовательными целями во всех британских африканских колониях. Программы, начатые в рамках нового комитета, были направлены на повышение «самодостаточности» деревенской экономики и создание стимулов  сообществу , чтобы не допустить бегство в большие города. Образовательная практика в рамках КОБА стала известна как "адаптированная '', поскольку была предпринята попытка приспособить западное образование к современному европейскому пониманию `` африканского разума '' как принципиально другого, то есть образование часто осуществлялось через местные контексты и практики, все время преподавая западной учебной программы. В своем эссе «Британское колониальное образование в Африке: политика и практика в эпоху опеки» Аарон Виндел из  колледжа Боуден описывает это:
"Типичные уроки в деревенской школе, работающей по адаптированным принципам, сосредоточены на гигиене, построении словарного запаса, практических занятиях и базовой местной географии. В идеале уроки должны проводиться по принципу «учить на практике» и включать предметы из деревенской жизни. На одном уроке географии использовался велосипедный насос, ведро с водой и небольшая тыква, чтобы имитировать корабль, везущий сахар из Индии и попавший в сезон дождей. Адаптированная педагогика также может включать инсценировку «историй африканских племен» или специальные праздничные пьесы с африканским акцентом".
Большинство британских чиновников (включая лорда Лугарда) считали, что опека будет продолжаться для многих будущих поколений, и цели «цивилизовать» коренное население стали брать верх. Отношение к колониальным подданным продолжало сильно варьироваться в зависимости от расы, а белым поселенцам постоянно предоставлялись льготы при распределении земли, рабочих мест и т. д.
По мере того как в межвоенный период формировались школы под управлением Великобритании, начал появляться ряд независимых школ, специализирующихся на обучении грамоте и предлагающих альтернативные учебные программы. Такие школы рассматривались как угроза колониальной системе, и колониальные правительства были обеспокоены тем, что эти так называемые школы «вне закона» будут прививать местному населению подрывную деятельность и антиколониальные мысли. Одна такая независимая школа была создана в Кении среди кикуйю и сделала английский язык своим языком обучения с конечной целью дать кикуйю возможность бороться за права собственности на землю в колониальных юридических и административных органах. Со временем, по мере того как антиколониальные настроения набирали силу, независимые школы все чаще рассматривались колониальным правительством как питательная среда для борцов за свободу и защитников независимости, что привело к их запрету в 1952 году в рамках чрезвычайной ситуации в Мау-Мау.

## Образование в постколониальной Африке
В 2012 году the  ООН приняла Цели развития тысячелетия, набор целей развития на 2015 год, “чтобы убедиться, что к 2015 году дети во всём мире независимо от пола  могли полный курс начального образования.” В тот же год  Мировой Образовательный Форум собрался в  Дакаре и принял Дакарские Рамки Действий, подтвердив приверженность достижения образования для всех к 2015 году.
В то время, по данным ЮНЕСКО, только 57% африканских детей были зачислены в начальные школы, что было самым низким показателем посещаемости среди всех исследованных регионов. Отчет также показал заметное гендерное неравенство: почти во всех странах набор мальчиков намного опережал девочек. Однако в некоторых странах уровень образования относительно высок. В Зимбабве грамотность достигла 92%..
Такие меры, как отмена платы за обучение, инвестиции в учебную инфраструктуру и ресурсы, а также школьное питание со стороны Всемирной продовольственной программы, помогли увеличить набор учащихся на миллионы. Тем не менее, несмотря на значительный прогресс многих стран, мир не смог достичь своей цели Всеобщего Начального Образования (ВНО).В странах Африки к югу от Сахары по состоянию на 2013 год только около 79% детей младшего школьного возраста посещали школу. . 59 миллионов детей младшего школьного возраста не ходили в школу, а посещаемость девочек продолжала отставать от мальчиков. Разница между полами частично объясняется тем, что девочек исключали из школы из-за беременности.
После истечения срока действия ЦРТ в 2015 году ООН приняла набор целей устойчивого развития на 2030 год. Четвертая цель касалась образования с заявленной целью «обеспечить инклюзивное и справедливое качественное образование и продвигать возможности обучения на протяжении всей жизни для всех».” Мировой Образовательный Форум также собрался в Инчхоне, Корея, чтобы обсудить реализацию этой цели, и принял Инчхонскую Декларацию Об Образовании до 2030 года.
Что касается вопросов качества образования и справедливости, то есть основные причины, сдерживающие прогресс: высокий процент отсева, повторение классов, низкое качество образования и образовательных ресурсов, нехватка учителей, плохая инфраструктура и материально-техническое обеспечение, доступ к образованию для жителей сельских и отдаленных районов, области и стигмы для маргинализированных групп.

### Язык
Из-за высокого языкового разнообразия, наследия колониализма и необходимости знания международных языков, таких как английский и французский, при трудоустройстве и высшем образовании, большинство уроков в Африке преподаётся на не родных для учителей и учениках языках. Имеются убедительные доказательства того, что ученики, обучающиеся на втором языке, достигают более низких результатов, чем ученики, обучающиеся на родном языке, поскольку незнание второго языка ухудшает понимание и способствует неэффективному механическому обучению. Хотя ЮНЕСКО рекомендовала с 1950-х годов обучать детей грамоте на их родном языке, а затем переходить к другим языкам, не все африканские страны применяют это эффективно. Даже если обучение в младших классах ведется на родном языке, ученики обычно вынуждены переключаться на такие языки, как английский и французский, прежде чем овладеть ими.

### Отсутствие надлежащих условий и преподавателей
Еще одна причина низких показателей образования в Африке - отсутствие надлежащих школьных помещений и неравные возможности получения образования в разных странах. Многим школам по всей Африке трудно нанимать учителей из-за низкой оплаты труда и отсутствия подходящих людей. Это особенно актуально для школ в отдаленных районах. Большинство людей, которым удается получить образование, предпочли бы переехать в большие города или даже за границу, где их ждут больше возможностей и более высокая оплата. Таким образом, в школе слишком большой размер классов и слишком большое количество учеников, приходящиеся на одного учителя. Более того, учителя, как правило, не обладают нужной квалификацией,  и у них мало учебных пособий и / или учебников. Из-за этого дети, посещающие школы в сельской местности, обычно показывают более низкие результаты по стандартным тестам, чем их городские сверстники. Об этом свидетельствуют отчеты Консорциума по мониторингу качества образования Северной и Восточной Африки. Те, кто сдает тесты в сельской местности, набирают гораздо меньше очков, чем в малых и больших городах. Это свидетельствует об отсутствии равных возможностей образования, предоставляемых детям из разных частей одной страны.
Поскольку сельские  учителя менее квалифицированы, чем их коллеги в городских районах,  учебная среда оказывает влияние на учащихся. Кроме того, те, кто не получают такого же образования, как жители больших городов, даже после окончания школы имеют проблемы с чтением, письмом и математикой. Учащиеся, которые не получают такого же образования, как и те, кто живет в городской среде, не достигают такого же результата в достижении успеха в карьере.

### Эмиграция
Эмиграция приводит к потере высокообразованных людей и финансовым потерям. Потеря квалифицированных специалистов может быть компенсирована только другими огромными расходами, которые подразумевают потерю денег, потраченных на обучение людей, которые уезжают, и новых людей, которые их заменят. Несмотря на то, что инвестиции в образование составляют почти 5,5% ВВП, потери затрудняют правительству выделение еще одной суммы на образование, поскольку им необходимо будет уделять приоритетное внимание другим потребностям, таким как военный бюджет и обслуживание долга..

### Культура
Западные модели и стандарты по-прежнему доминируют в африканском образовании. Из-за колонизации африканские институты, особенно университеты, по-прежнему проводят обучение по евроцентрическим учебным программам, почти не связанным с жизнью в Африке. Это усугубляется использованием импортных учебников из Европы и Америки. Многие рассматривают это отсутствие самодостаточности как продолжающийся эффект колонизации, поддерживаемый современной коррумпированной африканской элитой. Это отношение основывается на том, что во время колонизации правящая элита Африки эксплуатировала свой собственный народ для собственной выгоды, а не отстаивала интересы своего народа.

### Международный водный кризис
Глобальный водный кризис серьезно сказывается на образовании в сельских странах Африки. Ограниченный доступ к образованию и здравоохранению может усугубляться неадекватными системами водоснабжения или болезнями, которые могут последовать за этим. Малярия, которую называют основной причиной смерти в Африке, - это болезнь, переносимая комарами, обнаруженная в неуправляемых бассейнах с неподвижной водой. В таких бассейнах размножаются комары, и, следовательно, дети, которые пьют из этих бассейнов, могут умереть или серьезно заболеть. Кроме того, такое сильное заболевание может впоследствии повлиять на когнитивные способности детей, которые заболевают в раннем возрасте: дети, пропускающие значительную часть уроков в школе, не могут оптимизировать свое образование из-за пропусков уроков.

### Война и конфликты
Военные расходы приводят к огромному сокращению расходов на образование. Согласно докладу ЮНЕСКО за март 2011 г., вооруженный конфликт - самая большая угроза образованию в Африке. В то время как число бросивших учебу по всему континенту резко увеличивается, одним из влияний войны и конфликтов на образование является отвлечение государственных средств от образования на военные расходы. И без того недостаточно финансируемая система теряет больше денег. В двадцати одной стране большая часть ВВП тратится на военные расходы, а не на образование. Военные действия и конфликты также приводят к перемещению детей. Это часто вынуждает их оставаться в лагерях или бежать в соседние страны, где образование недоступно.

## Влиятельные инициативы
Инициативы по улучшению образования в Африке включают в себя:

### Внутриконтинентальные
- Электронная школьная программа от НЕПАД - амбициозный план по обеспечению Интернетом и компьютерным оборудованием всех школ на континенте.-.
- Консорциум по мониторингу качества образования Северной и Восточной Африки - консорциум из 15 министерств образования в Южной и Восточной Африке, который проводит комплексные исследования и учебные мероприятия для мониторинга и оценки качества базового образования и генерирует информацию, которая может использоваться лицами, принимающими решения, для планирования и повышения качества образования.
- В течение 10 лет Образовательный Фонд Бенина предоставил стипендии и образовательную поддержку студентам из провинции Атакора на северо-востоке Бенина. Более 450 учеников смогли остаться в школе благодаря этим программам.

### Международные
- She's the First - Нью-Йоркская некоммерческая организация.[27] Она стремится расширить права и возможности девочек в Азии, Африке и Латинской Америке, способствуя спонсорству их образования с помощью творческих и новаторских средств.
- Работая с местными организациями, Африканский детский образовательный фонд поддерживает тысячи молодых людей с помощью долгосрочных стипендий и программы строительства общинных сельских начальных школ. На сегодняшний день она построила семь школ и собирает средства для строительства новых.
- Проект British Airways в сотрудничестве с ЮНИСЕФ открыл модельную школу в начальной школе Kuje Science в Нигерии в 2002 году.
- Фонд Элиас предоставляет стипендии детям в Зимбабве, чтобы они могли получить лучшее образование.
- Ахмадийская мусульманская община в сотрудничестве с международной благотворительной организацией Humanity First построила более 500 школ на африканском континенте и реализует инициативу «обучитесь навыкам» для молодых мужчин и женщин.
- Фонд Volkswagen с 2003 года реализует инициативу финансирования под названием «Знания для завтрашнего дня - совместные исследовательские проекты в Африке к югу от Сахары». Он предоставляет стипендии молодым африканским исследователям и помогает создать научное сообщество в африканских университетах..[28]

## Коррупция в образовании
Отчет Transparency International за 2010 год, основанный на исследованиях, собранных у 8 500 преподавателей и родителей из Ганы, Мадагаскара, Марокко, Нигерии, Сенегала, Сьерра-Леоне и Уганды, показал, что африканским детям отказывают в образовании в невероятно большом количестве..
Отсутствие участия родителей, особенно в качестве надзора за деятельностью правительства, также ведет к огромной коррупции. Чаще всего это объясняется тем, что родители и общины считают, что им не хватает какой-либо власти в отношении образования своего ребенка. В Уганде только 50% родителей считают, что они имеют право влиять на решения относительно образования своего ребенка. В Марокко только 20% родителей считают, что обладают какой-либо властью..
Отсутствие и неполнота записей в школах и округах препятствует документированию и предотвращению коррупционных действий. Организация African Education Watch провела опросы по всему континенту и определила три наиболее распространенных вида коррупции:
- Незаконный сбор платежей: одна часть их исследования была сосредоточена на так называемых регистрационных сборах. Родители из всех опрошенных стран сообщили, что платят, хотя по закону начальное образование является бесплатным. В отчете указано, что количество родителей, вынужденных платить незаконные бухгалтерские сборы, колеблется от 9% в Гане до 90% в Марокко. В среднем 44% родителей все еще сообщают о плате за обучение в рамках исследования. Средняя плата составляет 4,16 доллара, что является серьезной статьей расходов для семей в таких странах, как Мадагаскар, Нигерия и Сьерра-Леоне.[29]
- Хищение школьных средств. В ходе исследования Transparency International обнаружила, что 64% школ на континенте не публиковали никакой финансовой информации.[29]
- Злоупотребление властью: еще одна серьезная проблема - некомпетентный менеджмент. Отчет показал, что во многих школах те небольшие ресурсы, которыми они располагали, тратятся или теряются. В целом 85% школ во всех странах либо имели несовершенные системы бухгалтерского учета, либо вообще не имели. В Марокко только 23% директоров школ прошли подготовку по финансовому менеджменту, несмотря на то, что они несут ответственность за бюджет. В отчете TI говорится, что в школах ученики подвергались сексуальному насилию. Отчет также показал, что многие школы страдают от прогулов учителей и алкоголизма..[29]

## Список литературы
- Ajayi, J. F. A., Lameck, K. H. Goma and G. Ampah Johnson. The African Experience with Higher Education (Accra: Association of African Universities, 1996).
- Ashby, Eric, with Mary Anderson. Universities: British, Indian, African: A Study in the Ecology of Higher Education (London: Weidenfeld & Nicolson, 1966).
- Fafunwa, A. Babs. History of Education in Nigeria (London: Allen & Unwin, 1974).
- Gamble, Harry. Contesting French West Africa: Battles over Schools and the Colonial Order, 1900-1950 (U of Nebraska Press, 2017).  378 pp. online review
- Harper, Jim C. Western-educated elites in Kenya, 1900-1963: the African American factor (Routledge, 2005).
- Kithinji, Michael Mwenda. "An imperial enterprise: The making and breaking of the University of East Africa, 1949–1969." Canadian Journal of African Studies/La Revue canadienne des études africaines 46.2 (2012): 195-214.
- Livsey, Timothy. "Imagining an Imperial Modernity: Universities and the West African Roots of Colonial Development." Journal of Imperial and Commonwealth History 44#6 (2016): 952-975.
- Lulat, Y. G. M. "The development of higher education in Africa: A historical survey." in Damtew Teferra and Philip G. Altbach, eds. African higher education: An international reference handbook (2003): 15-31.
- Mills, David. "Life on the hill: students and the social history of Makerere." Africa 76.2 (2006): 247-266.
- Njagi, Mwangi Daniel. Imperial Education and the Crisis of Political Leadership in Postcolonial Kenya ( Dissertation, State University of New York at Stony Brook, 2011) ? online.
- Nwauwa, Apollos O. Imperialism, Academe and Nationalism: Britain and University Education for Africans, 1860–1960 (London: Frank Cass, 1997).
- Ogunlade, Festus O. “Education and Politics in Colonial Nigeria: The Case of King’s College, Lagos (1906–1911).” Journal of the Historical Society of Nigeria 7#2 (1974): 325–345.
- Okafor, N. The Development of Universities in Nigeria (London: Longman, 1971).
- Teferra, Damtew and Philip G. Altbach, eds. African higher education: An international reference handbook (2003)
- Whitehead, Clive. “The ‘Two-way Pull’ and the Establishment of University Education in British West Africa.” History of Education 16#2 (1987): 119–133.